# GP2-seizoen 2009
Het GP2-seizoen 2009 was het vijfde GP2 seizoen. Het seizoen bestond uit 20 races, verdeeld over 10 circuits, beginnend op het Circuit de Catalunya op 9 mei en eindigend op het Autódromo Internacional do Algarve op 20 september. Regerend kampioen Giorgio Pantano en nummer 2 van het voorgaand seizoen, Bruno Senna, verschenen niet aan de start.
Nieuwkomer Nico Hülkenberg pakte de titel tijdens de voorlaatste ronde in Monza, en was hiermee de eerste coureur die de titel haalde voor de laatste race van het seizoen. Tijdens de laatste race in Portugal pakte Hülkenbergs team ART Grand Prix de constructeurstitel.

## Teams en coureurs
| Team                                                                      | Nr. | Coureur             | Ronde     |
| ------------------------------------------------------------------------- | --- | ------------------- | --------- |
| Barwa Addax Team                                                          | 1   | Vitali Petrov       | Alle      |
| Barwa Addax Team                                                          | 2   | Romain Grosjean     | 1-6       |
| Barwa Addax Team                                                          | 2   | Davide Valsecchi    | 7-10      |
| iSport International                                                      | 3   | Giedo van der Garde | Alle      |
| iSport International                                                      | 4   | Diego Nunes         | Alle      |
| Piquet GP                                                                 | 5   | Roldán Rodríguez    | Alle      |
| Piquet GP                                                                 | 6   | Alberto Valerio     | Alle      |
| Fat Burner Racing Engineering                                             | 7   | Lucas di Grassi     | Alle      |
| Fat Burner Racing Engineering                                             | 8   | Dani Clos           | Alle      |
| ART Grand Prix                                                            | 9   | Pastor Maldonado    | Alle      |
| ART Grand Prix                                                            | 10  | Nico Hülkenberg     | Alle      |
| Telmex Arden International                                                | 11  | Sergio Pérez        | Alle      |
| Telmex Arden International                                                | 12  | Edoardo Mortara     | Alle      |
| Super Nova Racing                                                         | 14  | Luca Filippi        | Alle      |
| Super Nova Racing                                                         | 15  | Javier Villa        | Alle      |
| DAMS                                                                      | 16  | Jérôme d'Ambrosio   | Alle      |
| DAMS                                                                      | 17  | Kamui Kobayashi     | Alle      |
| Trident Racing                                                            | 18  | Ricardo Teixeira    | Alle      |
| Trident Racing                                                            | 19  | Davide Rigon        | 1-4, 6-10 |
| Trident Racing                                                            | 19  | Rodolfo González    | 5         |
| Fisichella Motor Sport International PartyPokerRacing.com Scuderia Coloni | 20  | Andreas Zuber       | 1-7, 9-10 |
| Fisichella Motor Sport International PartyPokerRacing.com Scuderia Coloni | 21  | Luiz Razia          | 1-7, 9-10 |
| Durango                                                                   | 22  | Davide Valsecchi    | 1-6       |
| Durango                                                                   | 22  | Stefano Coletti     | 7-8       |
| Durango                                                                   | 23  | Nelson Panciatici   | 1-8       |
| Ocean Racing Technology                                                   | 24  | Karun Chandhok      | Alle      |
| Ocean Racing Technology                                                   | 25  | Álvaro Parente      | Alle      |
| David Price Racing                                                        | 26  | Michael Herck       | Alle      |
| David Price Racing                                                        | 27  | Giacomo Ricci       | 1-4       |
| David Price Racing                                                        | 27  | Franck Perera       | 5-8       |
| David Price Racing                                                        | 27  | Johnny Cecotto jr.  | 9-10      |

## Kalender
| Ronde | Ronde | Circuit                            | Land                | Datum        | Tijd   | Tijd  |
| Ronde | Ronde | Circuit                            | Land                | Datum        | Lokaal | UTC   |
| ----- | ----- | ---------------------------------- | ------------------- | ------------ | ------ | ----- |
| 1     | R1    | Circuit de Catalunya               | Spanje              | 9 mei        | 16:00  | 14:00 |
| 1     | R2    | Circuit de Catalunya               | Spanje              | 10 mei       | 10:30  | 08:30 |
| 2     | R1    | Circuit de Monaco                  | Monaco              | 22 mei       | 11:15  | 09:15 |
| 2     | R2    | Circuit de Monaco                  | Monaco              | 23 mei       | 16:00  | 14:00 |
| 3     | R1    | Istanbul Park                      | Turkije             | 6 juni       | 16:00  | 13:00 |
| 3     | R2    | Istanbul Park                      | Turkije             | 7 juni       | 11:30  | 08:30 |
| 4     | R1    | Silverstone                        | Verenigd Koninkrijk | 20 juni      | 15:00  | 14:00 |
| 4     | R2    | Silverstone                        | Verenigd Koninkrijk | 21 juni      | 09:30  | 08:30 |
| 5     | R1    | Nürburgring                        | Duitsland           | 11 juli      | 16:00  | 14:00 |
| 5     | R2    | Nürburgring                        | Duitsland           | 12 juli      | 10:30  | 08:30 |
| 6     | R1    | Hungaroring                        | Hongarije           | 25 juli      | 16:00  | 14:00 |
| 6     | R2    | Hungaroring                        | Hongarije           | 26 juli      | 10:30  | 08:30 |
| 7     | R1    | Valencia Street Circuit            | Spanje              | 22 augustus  | 16:00  | 14:00 |
| 7     | R2    | Valencia Street Circuit            | Spanje              | 23 augustus  | 10:30  | 08:30 |
| 8     | R1    | Spa-Francorchamps                  | België              | 29 augustus  | 16:00  | 14:00 |
| 8     | R2    | Spa-Francorchamps                  | België              | 30 augustus  | 10:30  | 08:30 |
| 9     | R1    | Autodromo Nazionale Monza          | Italië              | 12 september | 16:00  | 14:00 |
| 9     | R2    | Autodromo Nazionale Monza          | Italië              | 13 september | 10:30  | 08:30 |
| 10    | R1    | Autódromo Internacional do Algarve | Portugal            | 19 september | 15:00  | 13:00 |
| 10    | R2    | Autódromo Internacional do Algarve | Portugal            | 20 september | 13:00  | 11:00 |

## Resultaten
| Ronde | Ronde | Circuit                            | Pole Position   | Snelste ronde   | Winnaar             | Winnend team            |
| ----- | ----- | ---------------------------------- | --------------- | --------------- | ------------------- | ----------------------- |
| 1     | R1    | Circuit de Catalunya               | Romain Grosjean | Romain Grosjean | Romain Grosjean     | Addax                   |
| 1     | R2    | Circuit de Catalunya               |                 | Edoardo Mortara | Edoardo Mortara     | Arden International     |
| 2     | R1    | Circuit de Monaco                  | Romain Grosjean | Romain Grosjean | Romain Grosjean     | Addax                   |
| 2     | R2    | Circuit de Monaco                  |                 | Vitali Petrov   | Pastor Maldonado    | ART Grand Prix          |
| 3     | R1    | Istanbul Park                      | Nico Hülkenberg | Karun Chandhok  | Vitali Petrov       | Addax                   |
| 3     | R2    | Istanbul Park                      |                 | Lucas di Grassi | Lucas di Grassi     | Racing Engineering      |
| 4     | R1    | Silverstone                        | Romain Grosjean | Nico Hülkenberg | Alberto Valerio     | Piquet GP               |
| 4     | R2    | Silverstone                        |                 | Lucas di Grassi | Pastor Maldonado    | ART Grand Prix          |
| 5     | R1    | Nürburgring                        | Nico Hülkenberg | Nico Hülkenberg | Nico Hülkenberg     | ART Grand Prix          |
| 5     | R2    | Nürburgring                        |                 | Alberto Valerio | Nico Hülkenberg     | ART Grand Prix          |
| 6     | R1    | Hungaroring                        | Lucas Di Grassi | Nico Hülkenberg | Nico Hülkenberg     | ART Grand Prix          |
| 6     | R2    | Hungaroring                        |                 | Luca Filippi    | Giedo van der Garde | iSport International    |
| 7     | R1    | Valencia Street Circuit            | Nico Hülkenberg | Nico Hülkenberg | Vitali Petrov       | Addax                   |
| 7     | R2    | Valencia Street Circuit            |                 | Nico Hülkenberg | Nico Hülkenberg     | ART Grand Prix          |
| 8     | R1    | Spa-Francorchamps                  | Álvaro Parente  | Álvaro Parente  | Álvaro Parente      | Ocean Racing Technology |
| 8     | R2    | Spa-Francorchamps                  |                 | Sergio Pérez    | Giedo van der Garde | iSport International    |
| 9     | R1    | Autodromo Nazionale Monza          | Vitali Petrov   | Edoardo Mortara | Giedo van der Garde | iSport International    |
| 9     | R2    | Autodromo Nazionale Monza          |                 | Luiz Razia      | Luiz Razia          | FMS Coloni              |
| 10    | R1    | Autódromo Internacional do Algarve | Vitali Petrov   | Luca Filippi    | Nico Hülkenberg     | ART Grand Prix          |
| 10    | R2    | Autódromo Internacional do Algarve |                 | Luca Filippi    | Luca Filippi        | Super Nova Racing       |

| Pos | Rijder              | R1  | R2  | R1  | R2  | R1  | R2  | R1  | R2  | R1  | R2  | R1  | R2  | R1  | R2  | R1  | R2  | R1  | R2  | R1  | R2  | Punten |
| --- | ------------------- | --- | --- | --- | --- | --- | --- | --- | --- | --- | --- | --- | --- | --- | --- | --- | --- | --- | --- | --- | --- | ------ |
| 1   | Nico Hülkenberg     | 9   | 14  | 5   | 3   | 5   | 4   | 3   | 5   | 1   | 1   | 1   | 7   | 2   | 1   | 2   | DNF | 6   | 3   | 1   | 16  | 100    |
| 2   | Vitali Petrov       | 2   | 9   | 2   | 6   | 1   | 3   | 15  | 10  | 4   | 4   | DNF | 12  | 1   | 3   | DNF | 6   | 2   | 5   | 4   | DNF | 75     |
| 3   | Lucas di Grassi     | DNF | 10  | 4   | 4   | 8   | 1   | 2   | 19  | 7   | DNF | 2   | 3   | 19  | DNF | 3   | DNF | 3   | 2   | 3   | 15  | 63     |
| 4   | Romain Grosjean     | 1   | 2   | 1   | 17  | DNF | 12  | 5   | 4   | 18  | 5   | 10  | 4   |     |     |     |     |     |     |     |     | 45     |
| 5   | Luca Filippi        | 4   | 7   | DNF | NC  | 2   | DNF | 14  | 16  | DNF | 18  | 6   | 2   | 7   | DNF | DNF | DNF | DNF | DNF | 2   | 1   | 40     |
| 6   | Pastor Maldonado    | 5   | 6   | 8   | 1   | 6   | 5   | 7   | 1   | DNF | 9   | 4   | Ret | DSQ | 8   | 4   | DNF | DNF | 15  | 11  | 20  | 36     |
| 7   | Giedo van der Garde | 7   | 4   | NC  | 11  | 15  | 13  | DNF | 13  | 12  | DNF | 7   | 1   | 14  | DNF | 6   | 1   | 1   | 6   | DNF | 6   | 34     |
| 8   | Álvaro Parente      | DNF | 11  | DNF | DNF | DNF | 10  | DNF | 11  | 6   | 2   | 9   | 6   | 4   | DNF | 1   | DNF | 11  | DNF | DNF | 4   | 30     |
| 9   | Jérôme D'Ambrosio   | 3   | 3   | 6   | 2   | DNF | 15  | 19  | 12  | 10  | 7   | 16  | DNF | 9   | 4   | DNF | DNF | 4   | 4   | DNF | 10  | 29     |
| 10  | Javier Villa        | 10  | DNF | 10  | 8   | 7   | 2   | DNF | 15  | 5   | 6   | 3   | 5   | 18  | 9   | 13  | 10  | 7   | 10  | 13  | 2   | 27     |
| 11  | Roldán Rodríguez    | DNF | DNF | 11  | DNF | DNF | 17  | 12  | 9   | 2   | DNF | DNF | 13  | 5   | DNF | 5   | 2   | 13  | 7   | 5   | DNf | 25     |
| 12  | Sergio Pérez        | 14  | 17  | 12  | 9   | DNF | 16  | 4   | 6   | 8   | 20  | DNF | 16  | 3   | 2   | DNF | 4   | DNF | DNF | DNF | 11  | 22     |
| 13  | Andreas Zuber       | DNF | DNF | 3   | 5   | 9   | 19  | 8   | 2   | 3   | DNF | DNF | 17  | 16  | DNF |     |     | 12  | DNF | 8   | 12  | 21     |
| 14  | Edoardo Mortara     | 6   | 1   | DNF | 13  | DNF | 9   | DNF | DNF | 17  | DNF | 12  | 14  | 6   | 12  | 8   | DNF | 5   | DNF | DNF | 8   | 19     |
| 15  | Alberto Valerio     | 15  | 13  | DNF | DNF | 4   | 6   | 1   | 7   | DNF | 17  | DNF | 21  | 17  | 10  | DNF | 12  | DNF | 11  | DNF | 7   | 16     |
| 16  | Kamui Kobayashi     | 8   | 5   | DNF | 12  | DNF | NC  | DNF | 17  | 9   | 3   | 13  | 8   | 8   | 11  | 7   | 11  | 17  | 17  | 6   | 19  | 13     |
| 17  | Davide Valsecchi    | DNF | 16  | 15  | 18  | 3   | DNF | 10  | 14  | 13  | 10  | 5   | 9   | 10  | DNF | DNF | 8   | 14  | 9   | 7   | 14  | 12     |
| 18  | Karun Chandhok      | DNF | DNF | 7   | DNF | 13  | 14  | 6   | 3   | 11  | DNF | 17  | 10  | DNF | 6   | DNF | 7   | 19  | 12  | DNF | 13  | 10     |
| 19  | Luiz Razia          | 16  | 12  | 13  | 10  | DNF | 20  | 20  | DNF | DNF | 14  | DNF | DNF | DNF | 13  |     |     | 8   | 1   | 10  | 17  | 8      |
| 20  | Diego Nunes         | 11  | 8   | DNF | 14  | 11  | 11  | 11  | DNF | DNF | 11  | DNF | 15  | 11  | 5   | 9   | 3   | 10  | DNF | 12  | 5   | 8      |
| 21  | Dani Clos           | DNF | 19  | DNF | DNF | 12  | 7   | 13  | DNF | 16  | 8   | 11  | 11  | DNF | DNF | 10  | DNF | 15  | DNF | 9   | 3   | 4      |
| 22  | Davide Rigon        | 17  | 21  | 9   | 7   | 10  | 8   | 16  | 20  |     |     | 8   | DNF | 12  | 7   | DNF | 5   | 9   | 8   | 14  | 9   | 3      |
| 23  | Michael Herck       | 13  | DNF | 16  | 16  | DNF | DNF | 9   | 8   | 14  | 12  | 15  | DNF | 13  | DNF | DNF | 9   | 20  | 13  | DSQ | DNF | 0      |
| 24  | Nelson Panciatici   | 12  | 18  | DNF | 15  | DNF | DNF | 18  | DNF | 19  | 13  | 14  | 20  | DNF | 15  | 11  | 13  |     |     |     |     | 0      |
| 25  | Stefano Coletti     |     |     |     |     |     |     |     |     |     |     |     |     | DNF | DNF | 12  | DNS |     |     |     |     | 0      |
| 26  | Ricardo Teixeira    | DNF | 20  | DNQ | DNQ | 14  | 18  | DNF | 18  | DNF | 15  | DNF | 19  | DNF | 14  | DNF | 14  | 16  | 14  | 15  | 21  | 0      |
| 27  | Giacomo Ricci       | DNF | 15  | 14  | DNF | DNF | DNF | 17  | DNS |     |     |     |     |     |     |     |     |     |     |     |     | 0      |
| 28  | Franck Perera       |     |     |     |     |     |     |     |     | DNF | 16  | DNQ | 18  | 15  | 16  | DNQ | DNQ |     |     |     |     | 0      |
| 29  | Rodolfo González    |     |     |     |     |     |     |     |     | 15  | 19  |     |     |     |     |     |     |     |     |     |     | 0      |
| 30  | Johnny Cecotto jr.  |     |     |     |     |     |     |     |     |     |     |     |     |     |     |     |     | 18  | 16  | DNS | 18  | 0      |
| Pos | Rijder              | R1  | R2  | R1  | R2  | R1  | R2  | R1  | R2  | R1  | R2  | R1  | R2  | R1  | R2  | R1  | R2  | R1  | R2  | R1  | R2  | Punten |

GP2: 2005 · 2006 · 2007 · 2008 · 2009 · 2010 · 2011 · 2012 · 2013 · 2014 · 2015 · 2016 (Lijst van coureurs)

GP3: 2010 · 2011 · 2012 · 2013 · 2014 · 2015 · 2016 · 2017 · 2018 (Lijst van coureurs)

GP2 Asia: 2008 · 2008-2009 · 2009-2010 · 2011 (Lijst van coureurs)